# Fayette (Wisconsin)
Fayette è un comune degli Stati Uniti, situato in Wisconsin, nella Contea di Lafayette.